# Władimir Toguzow
Władimir Tajmurazowicz Toguzow (ros. Владимир Таймуразович Тогузов; ukr. Володимир Таймуразович Тогузов, Wołodymyr Tajmurazowycz Tohuzow; oset. Тогызты Таймуразы фырт Владимир, Togyzty Tajmurazy fyrt Wladimir; ur. 31 sierpnia 1966) – radziecki i ukraiński zapaśnik w stylu wolnym. Z pochodzenia Osetyjczyk. Trzykrotny olimpijczyk w wadze do 52 kg. Brązowy medalista z Igrzysk w Seulu 1988; jedenasty w Barcelonie 1992; dziesiąty w Atlancie 1996.
Pięciokrotny uczestnik Mistrzostw Świata, medalista z 1989 i 1991 roku. Pięć razy zdobył medal na Mistrzostwach Europy, złoty z 1991 i 1996. Pierwszy w Pucharze Świata w 1986 i 1989.
Czterokrotny mistrz kraju w 1986, 1987, 1988 i 1992, wicemistrz z 1991.